# Länsfängelset i Nyköping
Länsfängelset i Nyköping, senare Kronohäktet i Nyköping var ett cellfängelse som öppnades 1862 och lades ned 1985. Fastigheten är bevarad.

## Historia
Fängelset uppfördes centralt vid Nyköpingsån. Det ersatte ett länshäkte i två flyglar med tio fängelserum. Anstalten var till utseendet likt de andra enrumsfängelser som uppfördes vid denna tid, som ett resultat av den fängelsereform som beslutats vid 1844 års riksdag. Arkitekt var Fredrik August Lidströmer.
Byggnaden hade 46 celler och därtill kontor, arkiv, domstolslokal och personalbostäder. Byggnadskostnaden beräknades till 93 873 kronor. Vid en reform 1911 ändrades beteckningen på de mindre länsfängelserna, däribland Nyköpings, till kronohäkte.
År 1929 genomfördes en omfattande modernisering av byggnaden som pågick i två år. Fönstergluggarna öppnades upp, centralvärme installerades och golven lades om. 
Fängelset avvecklades 1985, då den nya Anstalten Nyköping stod klar. Fastigheten såldes och ombildades till bostäder och är bevarad.